# بخش هیسار
بخش هیسار (به انگلیسی: Hisar division) یک منطقهٔ مسکونی در هند است که در هاریانا واقع شده‌است.